# Paul Wiegmann
Paul B. Wiegmann (em russo:  Павел Борисович Вигман) é um físico matemático russo-estadunidense, especialista em física da matéria condensada. É professor da Universidade de Chicago.
Em 2003 foi eleito fellow da American Physical Society.
Recebeu o Prêmio Lars Onsager de 2017.

## Publicações
- Tsvelick, A.M.; Wiegmann, P.B. (1983). «Exact results in the theory of magnetic alloys». Taylor & Francis. Advances in Physics. 32 (4): 453–713. Bibcode:1983AdPhy..32..453T. doi:10.1080/00018738300101581
- Wiegmann, Paul (1985). «Exact solution of O(3) nonlinear two-dimensional sigma model». JETP Letters. JETP Letters. 41 (2): 95–100. Bibcode:1985JETPL..41...95W
- Polyakov, A.M.; Wiegmann, P.B. (1984). «Goldstone fields in two dimensions with multivalued actions». Physics Letters. Physics Letters. B 141 (3–4): 223–228. Bibcode:1984PhLB..141..223P. doi:10.1016/0370-2693(84)90206-5